# Emery (Band)
Emery ist eine Post-Hardcore-Band aus Rock Hill, South Carolina bzw. Seattle, Washington. Laut The Question Deluxe Edition DVD wurde die Band nach einem Jungen benannt, den Toby in der High School getroffen hatte.

## Geschichte
Die Band wurde in Rockhill, South Carolina, von Toby Morrell, Matt Carter, und Joel „Chopper“ Green gegründet, jedoch zogen sie aufgrund besserer musikalischer Entwicklungsmöglichkeiten im September 2001 nach Seattle, Washington. Der jetzige Schlagzeuger kommt aus Indianapolis.
Emery ist zurzeit bei Tooth & Nail Records unter Vertrag. Ihre erste Headliner-Tour war die Grab Your Guns Tour 2005 mit Bands wie He Is Legend oder Gym Class Heroes. Auch unterstützte sie Story of the Year bei ihrer Headliner-Tour durch Australien 2006 und spielte dann anschließend noch bei der Vans Warped Tour, auf dessen Dokumentar-Video Wake Up Screaming sie zu sehen ist. Außerdem nahm sie an der Hot Topic's Sub City Take Action! 2007 Tour mit The Red Jumpsuit Apparatus, Scary Kids Scaring Kids, A Static Lullaby, und Kaddisfly teil, welche im Februar 2007 begann und durch 40 Städte quer durch die USA führte. Sie tourte diverse Male mit Bands wie z. B. Plain White T’s oder Hawthorne Heights.
Im April 2009 tourte Emery das erste Mal durch Europa.

## Christentum
Alle Mitglieder der Band sind Christen, jedoch sträubt sich die Band dagegen, als Christian-Rock-Band abgestempelt zu werden. Obwohl ihre Ansichten christlich sind, befürchten sie, dass ihr Ansehen als Christen die Fähigkeit, ihr Publikum zu erreichen, einschränken könnten. Durch ein nicht-christliches Image erhoffen sie sich, auch Nicht-Christen auf ihre Themen ansprechen zu können. In einem Interview mit der nicht mehr bestehenden Website hardcorechristian.com sagte Sänger und Gitarrist Devin:

„Ich weiß, für eine Weile war es Mode, eine christliche Band zu sein. Wir sind bloß christliche Menschen in einer Band, also sind wir als allererstes Christen … offensichtlich… die Band kommt und geht auch wieder, sie wird sich eines Tages auflösen, das ist der natürliche Lauf der Dinge, genau wie überall sonst auch. Wir sind in erster Linie Christen und das sollte sich zuerst in dem auswirken, was wir jeden Tag tun, in unseren Jobs und in unserem Leben, also ich meine … Jeden Tag schreiben uns tausende christliche Fans ‚Hey ihr seid die beste christliche Band blah blah blah‘ oder ‚eine der Besten‘ oder was auch immer und das ist ja auch schön, aber wir haben aufgegeben, diese Masche durchzuziehen, weil es ziemlich schwierig ist, das Image einer christlichen Band loszuwerden, damit auch nicht-christliche Menschen dich hören, weil wenn du nur auf christlichen Events und nur mit christlichen Bands spielst, sägst du dir selbst den Ast ab, auf dem du sitzt, im Bezug auf deine Karriere und selbst auf deine Prediger-Funktion gegenüber solchen Leuten. […] Ich meine, es gibt schon andere Orte und Menschen für sowas. Es gibt eine ganze Menge sehr guter Worship-Bands und solche Sachen und ich glaube, sie sind dazu bestimmt, so etwas zu tun, aber wir sollten definitiv nicht als eine solche bezeichnet werden. Wir haben es versucht, wir haben einige Male in Kirchen mit einer Menge christlicher Bands gespielt und wir fühlten uns wirklich fehl am Platz, es war fast so, als würde Gott sagen, das ist nicht das, was ihr tun solltet, Jungs. Es war nicht schlimm oder so, aber wir haben einfach nicht diesen Geist der Erfüllung, den wir jetzt fühlen, weil wir so besser zu den Leuten in Beziehung stehen, zum Publikum, viel besser als zu Jugendgruppen.“

Gegenüber der Website suburban.com antwortete Schlagzeuger David Powell auf die Frage nach dem Zusammenspiel mit nicht-christlichen Bands:

„Ja, wir haben mit einigen gespielt. Wir ziehen es vor. Für die Absicht und die Motive dieser Band ist es absolut sinnlos, nur mit christlichen Bands zu spielen. Ich behandle Menschen nicht anders, nur weil sie keine Christen sind. Wir tun, was immer wir tun – wissen Sie, meine Band ließ mich das Interview führen, weil ich der schlechteste Redner bin, sie dachten, das sei witzig – Wir tun das, wohin wir uns geleitet fühlen. Mit Wörtern können wir alles sagen, und das Publikum wird gereizt reagieren. Das Leben ist anders. Ich möchte es viel lieber, dass die Leute SEHEN, dass ich Christ bin und es nicht HÖREN“

## Diskografie

### Studioalben
| Jahr | Titel                      | Höchstplatzierung, Gesamtwochen, AuszeichnungChartplatzierungen (Jahr, Titel, Platzierungen, Wochen, Auszeichnungen, Anmerkungen) | Höchstplatzierung, Gesamtwochen, AuszeichnungChartplatzierungen (Jahr, Titel, Platzierungen, Wochen, Auszeichnungen, Anmerkungen) | Höchstplatzierung, Gesamtwochen, AuszeichnungChartplatzierungen (Jahr, Titel, Platzierungen, Wochen, Auszeichnungen, Anmerkungen) | Anmerkungen                            |
| Jahr | Titel                      | US | Rock | Christ | Anmerkungen                            |
| ---- | -------------------------- | --- | --- | --- | -------------------------------------- |
| 2004 | The Weak’s End             | — | — | Christ39 (2 Wo.)Christ | Erstveröffentlichung: 27. Januar 2004  |
| 2005 | The Question               | US45 (3 Wo.)US | — | Christ2 (19 Wo.)Christ | Erstveröffentlichung: 5. August 2005   |
| 2007 | I’m Only a Man             | US78 (2 Wo.)US | Rock21 (1 Wo.)Rock | Christ4 (10 Wo.)Christ | Erstveröffentlichung: 2. Oktober 2007  |
| 2009 | ...In Shallow Seas We Sail | US50 (2 Wo.)US | Rock20 (1 Wo.)Rock | Christ1 (12 Wo.)Christ | Erstveröffentlichung: 2. Juni 2009     |
| 2011 | We Do What We Want         | US76 (1 Wo.)US | Rock22 (1 Wo.)Rock | Christ2 (3 Wo.)Christ | Erstveröffentlichung: 29. März 2011    |
| 2015 | You Were Never Alone       | US69 (1 Wo.)US | Rock10 (1 Wo.)Rock | Christ1 (2 Wo.)Christ | Erstveröffentlichung: 19. Mai 2015     |
| 2018 | Eve                        | US137 (1 Wo.)US | Rock24 (1 Wo.)Rock | — | Erstveröffentlichung: 9. November 2018 |
| 2022 | Rub Some Dirt On It        | US—US | Rock—Rock | — | Erstveröffentlichung: 24. Juni 2022    |

grau schraffiert: keine Chartdaten aus diesem Jahr verfügbar

### Kompilationen
- 2010: Are You Listening?
- 2011: Ten Years
- 2017: Revival: Emery Classics Reimagined

### EPs
| Jahr | Titel                       | Höchstplatzierung, Gesamtwochen, AuszeichnungChartplatzierungen (Jahr, Titel, Platzierungen, Wochen, Auszeichnungen, Anmerkungen) | Höchstplatzierung, Gesamtwochen, AuszeichnungChartplatzierungen (Jahr, Titel, Platzierungen, Wochen, Auszeichnungen, Anmerkungen) | Höchstplatzierung, Gesamtwochen, AuszeichnungChartplatzierungen (Jahr, Titel, Platzierungen, Wochen, Auszeichnungen, Anmerkungen) | Anmerkungen                            |
| Jahr | Titel                       | US | Rock | Christ | Anmerkungen                            |
| ---- | --------------------------- | --- | --- | --- | -------------------------------------- |
| 2008 | While Broken Hearts Prevail | US104 (1 Wo.)US | — | Christ8 (3 Wo.)Christ | Erstveröffentlichung: 28. Oktober 2008 |

Weitere EPs
- 2004: The Columbus EEP Thee
- 2005: The Question Pre-sale Exclusive
- 2015: We Wish You Emery Christmas